# Inkwil
Inkwil är en ort och kommun i distriktet Oberaargau i kantonen Bern, Schweiz. Kommunen har 675 invånare (2023).
Byn ligger på en slätt i närheten av Herzogenbuchsee. Sjön Inkwilersee ligger på gränsen mellan Inkwil och Bolken i Kantonen Solothurn. Sjöns avflöde Seebach flyter genom Inkwil.